# John Vesey

Armoiries de John Vesey, évêque d'Exeter : D'argent, à la croix de sable chargée d'une tête de daim coupée entre quatre colombes du premier, au chef d'azur chargé d'une croix fleurdelisée accostée de deux roses, le tout d'or,

Armoiries de John Vesey, évêque d'Exeter, entre les initiales stylisées « JH » d'un chandelier de la Renaissance, avec la mitre de l'évêque au-dessus. Vitrail du XVIe siècle dans une église du Devon.

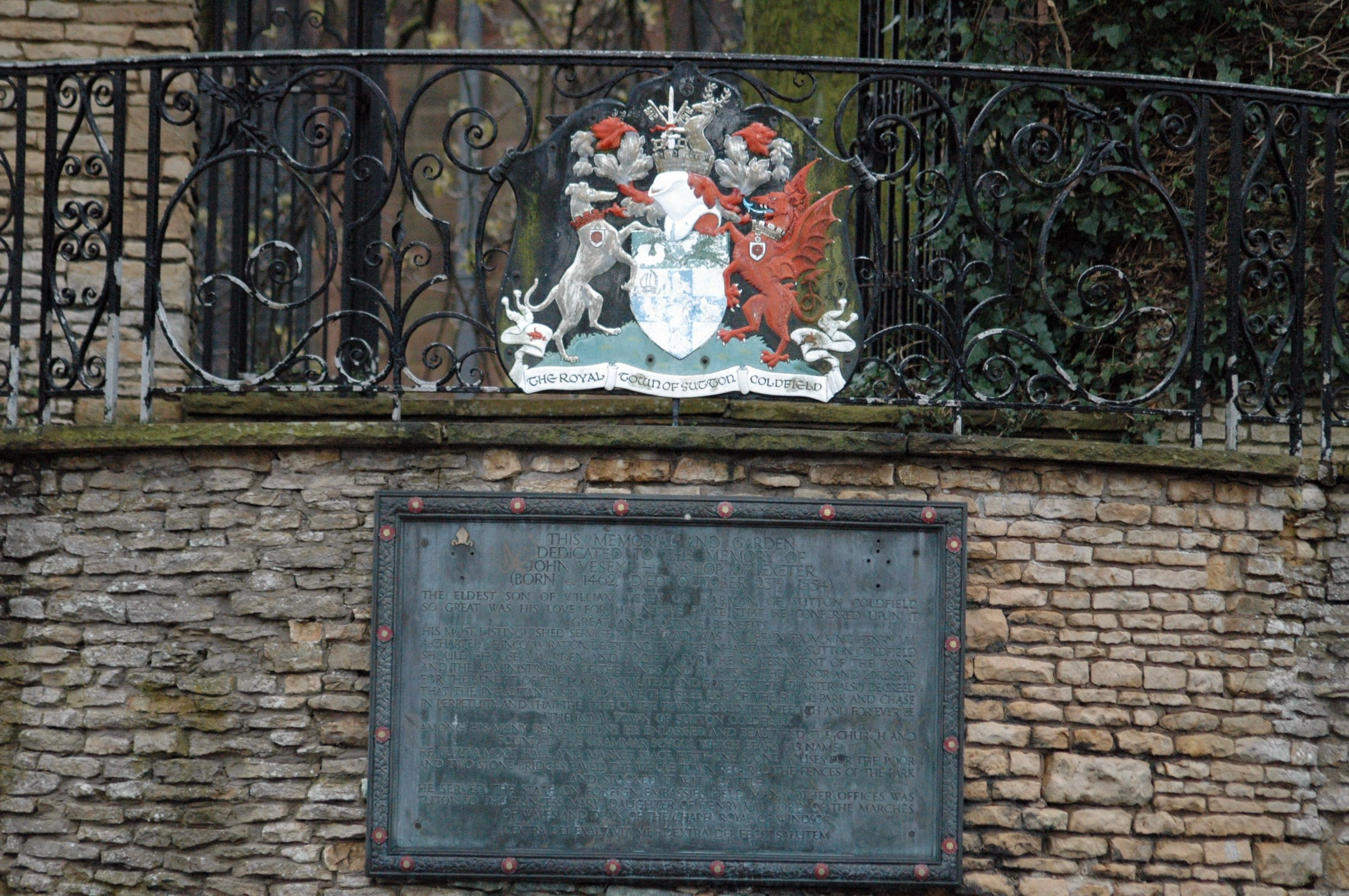
Mémorial dédié à Vesey dans les jardins de Vesey, situé à côté de l'église de la Sainte-Trinité de Sutton Coldfield où il est enterré. Les armoiries de Sutton Coldfield sont basées sur ses armoiries.

John Vesey ou Veysey, né vers 1462 et mort le 23 octobre 1554, est évêque d'Exeter de 1519 à sa mort en 1554, après avoir été brièvement déposé entre 1551 et 1553 par le roi Édouard VI pour son opposition à la Réforme.

## Origines

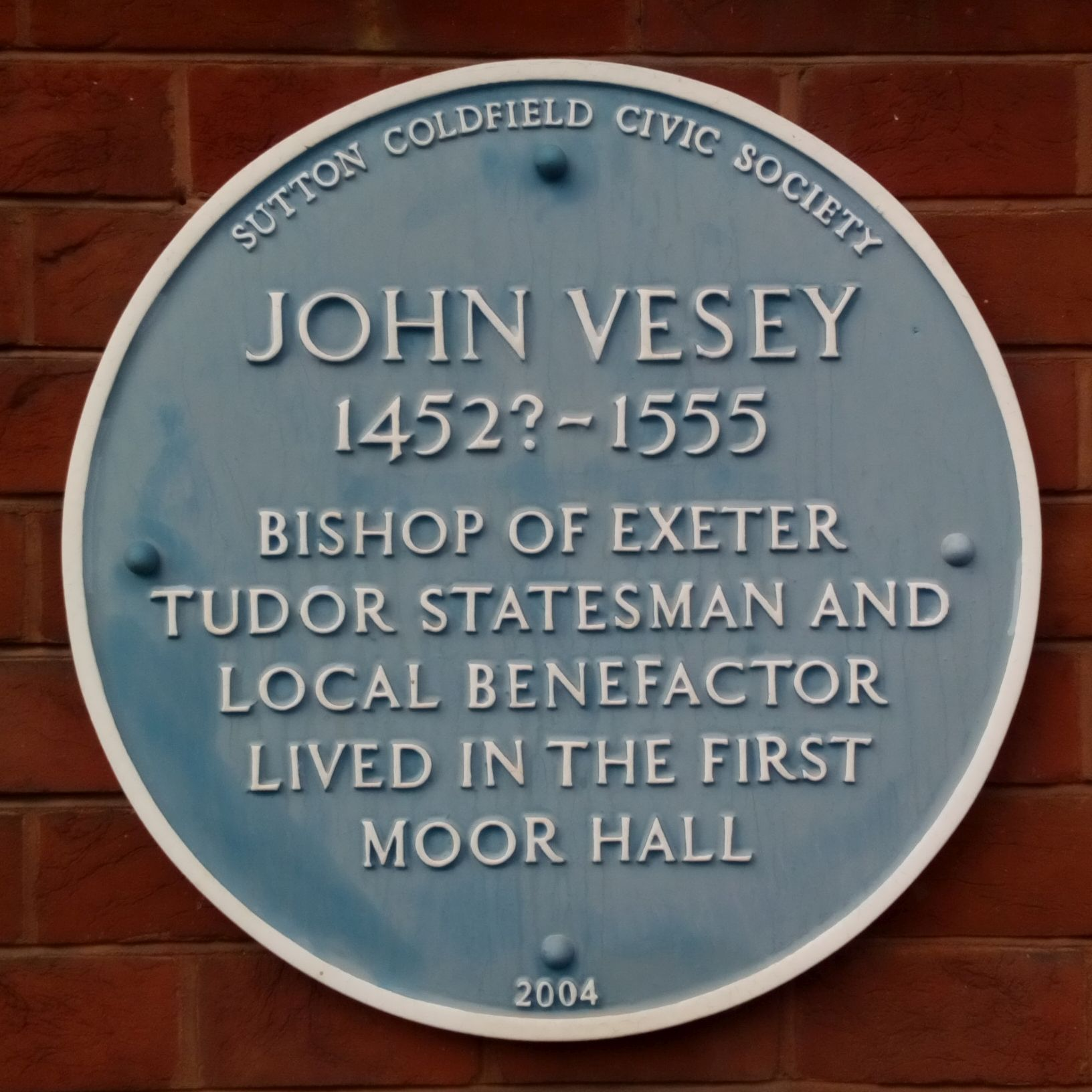
Blue plaque à Moor Hall, Sutton Coldfield, en l'honneur de John Vesey

Né vers 1462, son nom de naissance est « John Harman », fils de William Harman, écuyer, de Moor Hall (en), manoir de Sutton Coldfield dans le Warwickshire. Son père est un membre mineur de la gentry du comté, et portait des armes d'argent, à une croix de sable chargée d'une tête de daim coupée entre quatre colombes du champ,,. On pense qu'il a adopté le nom de famille « Vesey » à la place de son patronyme d'après le nom de son tuteur. Sa mère était Joan Squier, fille et héritière d'Henry Squier de Handsworth dans le Staffordshire,.

## Carrière
Il fait ses études au Magdalen College d'Oxford, où il obtient un doctorat en droit canonique et en droit civil. Après son ordination, il est nommé recteur de l'église Sainte-Marie à Chester. En 1527, il fonde une grammar school à Sutton Coldfield, qui subsiste aujourd'hui sous le nom de Bishop Vesey's Grammar School (en).
Vesey devient l'ami de Thomas Wolsey, qui a lui aussi étudié au Magdalen College. Depuis une date inconnue jusqu'en 1508, Vesey est archidiacre de Barnstaple (en) dans le nord du Devon. En 1509, Wolsey devient chanoine de Windsor et aumônier du roi Henri VIII. Vesey est nommé chanoine de la cathédrale d'Exeter dans le Devon. Il devient évêque d'Exeter en 1519 et le roi lui attribue les temporalités du siège d'Exeter, d'une valeur d'environ 1 500 livres par an. Il est consacré évêque le 6 novembre 1519 par William Warham, archevêque de Canterbury, assisté de John Fisher, évêque de Rochester, et de Thomas Halsey, évêque suffragant du diocèse d'York et évêque de Leighlin (en).
En 1527, il acquiert un terrain de 40 acres près de son lieu de naissance, sur lequel il construit une grande maison qu'il nomme Moor Hall (d'après la maison de son père), où il vit occasionnellement (aujourd'hui le site de Moor Hall Hotel (en)).
Sa ville natale a grandement bénéficié de sa richesse. La commune de Sutton Coldfield avait connu des temps difficiles et Vesey prit sur lui de restaurer la fortune de la ville et de ses habitants. Il persuada le roi d'accorder une charte royale d'incorporation pour la ville en 1528 ; celle-ci confiait le gouvernement de la ville à un gardien et à 24 habitants locaux, connus ensemble sous le nom de « gardien et société de la ville royale de Sutton Coldfield ».
L'historien James Norris Brewer (en) attribue à Vesey la reconstruction de la nef de l'église de la Sainte-Trinité (en) de Sutton Coldfield, la relance des marchés et la constrtuction d'une place pour les accueillir, le pavage de la ville, la construction de deux ponts en pierre, la fondation et la dotation d'un lycée gratuit (Bishop Vesey's Grammar School), et la construction de 51 maisons en pierre, dont au moins quatre subsistent encore.
Vesey a survécu à la chute de Wolsey en 1529 et continua à prospérer jusqu'en 1551, date à laquelle son opposition à la Réforme le rattrapa et où il fut privé par le roi Édouard VI de son évêché et de ses temporalités en échange d'une pension de 485 livres par an. Il fut rétabli au siège d'Exeter lorsque la reine catholique Marie Ire monta sur le trône en 1553. Ses armoiries en tant qu'évêque étaient les armoiries paternelles avec l'ajout d'un chef, à savoir : D'argent, à la croix de sable chargée d'une tête de daim accostée de quatre colombes du premier, au chef d'azur chargé d'une croix fleurdelisée accostée de deux roses d'or,.
Sutton Coldfield s'est vu décerner la Rose Tudor par le roi Henri VIII en remerciement de l'aide apportée par une jeune femme qui a abattu d'une flèche un sanglier qui fonçait sur le roi en 1528. Il demande à la personne responsable de se présenter et une jeune femme de Sutton Coldfield sort des arbres. Vesey, un ami proche du roi, était présent lors de l'incident. Le roi a également restitué à la famille de la jeune femme les terres dont elle avait été dépossédée.

## Décès, funérailles et succession
Il meurt le 23 octobre 1554 et est enterré dans l'église de la Sainte-Trinité (en) de Sutton Coldfield, où subsiste son monument. Une cérémonie annuelle organisée par l'école qu'il a fondée lui rend hommage.
Son neveu John Harman lui succède. Il est le fils de son frère Hugh († 1528) de Moor Hall, qui semble avoir vendu Moor Hall à John Richardson († 1584).

## Dans la littérature
La vie de Vesey a fait l'objet de plusieurs œuvres de John Willmott : la pièce Pageant en 1928 (écrite pour le 400e anniversaire de la charte royale de Sutton Coldfield), Vesey en 1935 (écrite pour le jubilé d'argent de George V et mettant en scène Willmott lui-même dans le rôle de Vesey), et un roman historique de 1948 intitulé Tales of a Bishop and a Royal Town (publié par Green & Welburn Ltd., Birmingham, en 1948). Willmoott a été gouverneur de la Bishop Vesey's Grammar School' et, comme Vesey, une école secondaire de la ville porte son nom.